# Joseph Ole Nkaissery
Pour les articles homonymes, voir Ole.
Joseph Ole Nkaissery, né le 28 novembre 1949 à Kajiado County (Kenya) et mort le 8 juillet 2017 à Nairobi (Kenya), est un homme politique kényan.
Il est ministre de l'Intérieur du Kenya de 2014 à 2017.

## Biographie

### Mort
Joseph Ole Nkaissery meurt le 8 juillet 2017 à l'âge de 67 ans,,.